# 製壜會社前車站
製壜會社前車站 （日语：／〔〕 Seibinkaisha-mae- ?）是一個曾存在於台灣日治時期的鐵道車站，是台北鐵道株式會社新店線（台鐵已廢的新店線的前身）沿線的一個乘降場（招呼站）。其站址位於今臺北市文山區羅斯福路六段、景華街口。二戰結束後新店線由國民政府接收並轉交由台灣鐵路局經營，本站遭到裁撤廢站。
站名「製壜會社」的意義為「製瓶會社」，即「製瓶工廠」。

## 歷史
- 1936年（昭和11年）11月26日：設站。[4]
- 戰後廢站。